# Politikåret 1860

## Händelser
- 8 februari - Tillförordnade Carl Frederik Blixen Finecke efterträder Carl Eduard Rotwitt som Danmarks konseljpresident.[1]
- 24 februari - Carl Christian Hall efterträder tillförordnade Carl Frederik Blixen Finecke som Danmarks konseljpresident.[1], och bildar ministär för andra gången.
- 20 december - South Carolina lämnar den amerikanska unionen.[2]

## Organisationshändelser
- Sveriges veterinärförbund bildas.

## Val och folkomröstningar
- 6 november - Abraham Lincoln vinner presidentvalet i USA.[3]

## Födda
- Alfred Petersson i Påboda